# Lista de partidos políticos na Índia
A seguir, apresenta-se uma lista de partidos políticos indianos. A Índia apresenta um sistema de multipartidarismo, com predominância de pequenos partidos regionais. Partidos nacionais são aqueles reconhecidos em quatro ou mais estados.

## Partidos nacionais
- Bahujan Samaj Party (Partido da Sociedade Majoritária)
- Bharatiya Janata Party (Partido dos Povos da Índia)
- Partido Comunista da Índia
- Partido Comunista da Índia (Marxista)
- Partido do Congresso
- Partido do Congresso Nacionalista